# Saint-Nizier-de-Fornas

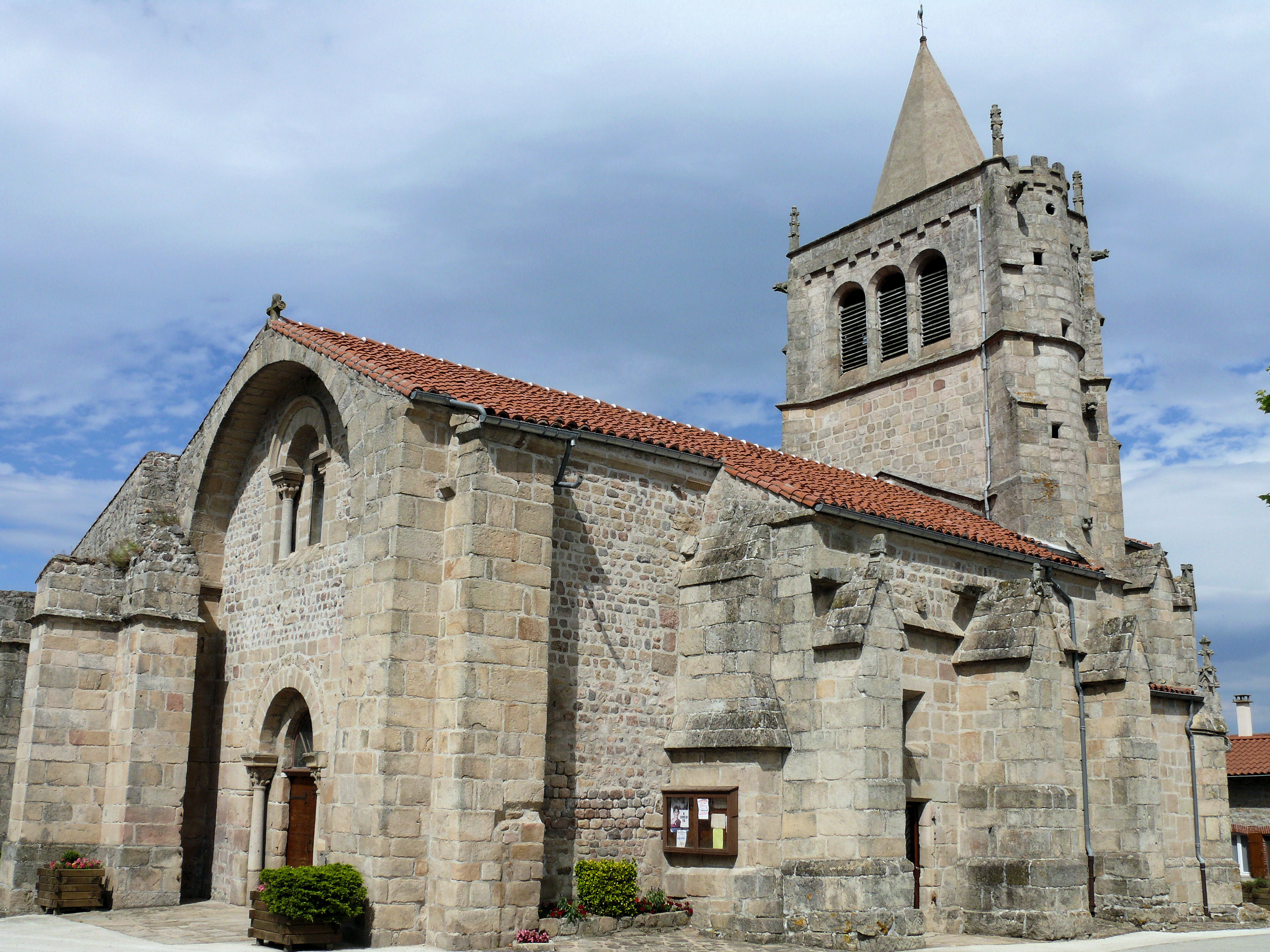
Kościół w Saint-Nizier-de-Fornas, 2009

Saint-Nizier-de-Fornas – miejscowość i gmina we Francji, w regionie Owernia-Rodan-Alpy, w departamencie Loara.
Według danych na rok 1990 gminę zamieszkiwały 514 osoby, a gęstość zaludnienia wynosiła 32 os./km² (wśród 2880 gmin regionu Rodan-Alpy Saint-Nizier-de-Fornas plasuje się na 1134. miejscu pod względem liczby ludności, natomiast pod względem powierzchni na miejscu 709.).